# Arthur Cazaux
Arthur Cazaux (* 23. August 2002 in Montpellier) ist ein französischer Tennisspieler.

## Karriere
Arthur Cazaux ist noch bis Ende 2020 auf der ITF Junior Tour spielberechtigt. Dort erreichte er mit Rang 4 seine bislang höchste Platzierung im Februar 2020. Bei allen vier Grand-Slam-Turnieren ging er bereits an den Start. Sein bestes Abschneiden dabei ist das Finale bei den Australian Open 2020, als er im Finale Harold Mayot, seinem Doppelpartner, in zwei Sätzen unterlag. Mit ihm als Partner konnte er bei selbigem Turnier das Viertelfinale erreichen, genau wie bei den US Open und French Open im Jahr zuvor.
Auf der Ebene der Profis spielte Cazaux zuerst 2019. Sein bestes Abschneiden dort war das Erreichen eines Finals auf der drittklassigen ITF Future Tour im Oktober. Zu seinem bislang einzigen Einsatz auf der ATP Tour kam er im Februar 2020, als er beim Turnier in Marseille dank einer Wildcard an den Start gehen konnte. Er spielte mit Mayot in der Doppelkonkurrenz und schied in der ersten Runde gegen Nicolas Mahut und Vasek Pospisil aus. In der Tennisweltrangliste war seine beste Position Rang 959 im März.

## Erfolge
| Legende (Anzahl der Siege) |
| Grand Slam                 |
| ATP Finals                 |
| ATP Tour Masters 1000      |
| ATP Tour 500               |
| ATP Tour 250               |
| ATP Challenger Tour (3)    |

### Einzel

#### Turniersiege
| Nr. | Datum             | Turnier        | Belag     | Finalgegner   | Ergebnis  |
| --- | ----------------- | -------------- | --------- | ------------- | --------- |
| 1.  | 4. September 2022 | Nonthaburi (1) | Hartplatz | Omar Jasika   | 7:66, 6:4 |
| 2.  | 14. Januar 2023   | Nonthaburi (2) | Hartplatz | Lloyd Harris  | 7:65, 6:2 |
| 3.  | 6. Januar 2024    | Nouméa         | Hartplatz | Enzo Couacaud | 6:1, 6:1  |

#### Finalteilnahmen
| Nr. | Datum         | Turnier   | Belag | Finalgegner      | Ergebnis |
| --- | ------------- | --------- | ----- | ---------------- | -------- |
| 1.  | 26. Juli 2025 | Kitzbühel | Sand  | Alexander Bublik | 4:6, 3:6 |